# Fruity Killer Tune
Albums de Melon Kinenbi
The Nimaime
(2004) Melon Juice
(2007)
Singles
 Fruity Killer Tune  (écrit en capitales : FRUITY KILLER TUNE) est le premier album compilation du groupe de J-pop Melon Kinenbi, sorti en 2006.

## Présentation
L'album sort le 6 décembre 2006 au Japon sur le label zetima. Il atteint la 56e place du classement de l'Oricon, et reste classé pendant deux semaines. Il contient treize chansons choisies par un vote des fans du groupe sur son site officiel, toutes parues en singles (dont quatre en "face B") ; l'une d'elles a été remixée pour l'occasion. Les chansons-titre des deux derniers singles d'alors, Nikutai wa Shōjiki na Eros et Onegai Miwaku no Target, ne figurent que sur cette compilation et n'apparaitront pas sur un album original. L'album contient en plus une nouvelle chanson inédite : Leather.

## Liste des titres
1. Akai Freesia  (赤いフリージア?)
2. Sā, Sassoku Moriagete Iko ka~!!  (さあ, 早速盛り上げて 行こか~!!?) (face B de Namida no Taiyō)
3. Onegai Miwaku no Target  (お願い魅惑のターゲット?) (d'un single indépendant)
4. This is Unmei  (This is 運命?)
5. Girls Power, Aisuru Power  (ガールズパワー・愛するパワー?)  (face B de Sā! Koibito ni Narō)
6. Denwa Matte Imasu  (電話待っています?)
7. Mi Da Ra Matenrō  (MI DA RA 摩天楼?)
8. Kawaii Kare  (かわいい彼?)
9. Sā! Koibito ni Narō  (さぁ！恋人になろう?)
10. Skip!  (スキップ!?) (face B de Amai Anata no Aji)
11. Enryo wa Nashi yo!  (遠慮はなしよ!?) (face B de Akai Freesia)
12. Nikutai wa Shōjiki na Eros  (肉体は正直なEROS?)
13. Kōsui (Hard Flavor Remix)  (香水...?) (version remixée)
14. Leather  (LEATHER?) (titre inédit)